# Vailia mucronata
Vailia mucronata är en oleanderväxtart som beskrevs av Henry Hurd Rusby. Vailia mucronata ingår i släktet Vailia och familjen oleanderväxter. Inga underarter finns listade i Catalogue of Life.